# Conti di Poitiers

La provincia di Poitou nell'ambito del regno di Francia

La contea di Poitiers faceva inizialmente parte del regno visigoto, che dopo la battaglia di Vouillé del 507 fu conquistato dai Merovingi ed entrò a far parte del regno d'Aquitania, aggregato sia al regno di Neustria che a quello d'Austrasia. L'Aquitania era governata da un duca in nome dei re franchi, sia d'Austrasia che di Neustria, ma durante l'VIII secolo la regione intorno alla città di Poitiers cominciò ad essere considerata una contea autonoma, soggetta dapprima al ducato e poi al regno d'Aquitania. Infine divenuti indipendenti i conti di Poitiers divennero duchi d'Aquitania.

## Elenco dei conti di Poitiers-Poitou

Blasone dei conti di Poitiers

- ?-677 Guerino di Poitou[2]
- ?-? Hentilius I[3][4]
- 735-778     Hattone[5]. Sino al 744, reggeva anche il ducato d'Aquitania, assieme al fratello Hunaldo I[6].
- 778-811     Abbone                     Fu conte di Poitiers sotto il re dei Franchi e imperatore, Carlomagno[7]
- 811-815     Ricwin                         Fu conte di Poitiers negli ultimi anni dell'imperatore, Carlomagno[8]
- 815-828     Bernardo I              Fu investito conte di Poitiers dal re d'Aquitania, Pipino I[9]
- 828-839     Emenone                 Destituito per aver sostenuto la rivolta del re d'Aquitania, Pipino II, contro l'imperatore Ludovico il Pio[10], fu anche conte d'Angoulême[11]
- 839-866     Ranulfo I                  Fu anche il duca d'Aquitania
- 840-844 Bernardo II            Fratello di Emenone, in contrapposizione a Rainulfo I fu sostenitore del re d'Aquitania, Pipino II [10]
- 866-878     Bernardo III                 Figlio di Bernardo II
- 878-890     Ranulfo II                Figlio di Ranulfo I. Fu anche il duca d'Aquitania
- 890-892     Ebalus il Bastardo     Figlio illegittimo di Ranulfo II. Fu anche il duca d'Aquitania
- 892-902     Ademaro             Figlio di Emenone. Fu anche conte di Limoges[12] e governò la contea d'Angoulême, come tutore del nipote, Guglielmo II[12]
- 902-932     Ebalus il Bastardo    Figlio di Ranulfo II[13]. Cacciò Ademaro e si riprese la contea. Dal 927 fu anche duca d'Aquitania e conte d'Alvernia
- 932-963     Guglielmo I     Figlio di Ebalus[14]. Dal 955 fu anche conte d'Alvernia e dal 959 duca d'Aquitania
- 963-995 Guglielmo II    Figlio del precedente. Fu anche duca d'Aquitania.

Con Guglielmo II, conosciuto come Guglielmo IV di Aquitania, la contea di Poitiers seguì la sorte del Ducato d'Aquitania, in quanto i duchi portavano anche il titolo di conte di Poitiers.

## Ripristini

Armi di Alfonso

Il titolo di conte di Poitiers, autonomo dal titolo di duca d'Aquitania fu ripristinato, nel 1226, quando, come da disposizioni testamentarie, secondo la Layettes du Trésor des Chartes II, il re di Francia, Luigi VIII, alla sua morte lasciò il titolo di conte di Poitiers, con i territori nel Poitou e nell'Alvernia (comitatum Pictavie et totam Alverniam) al suo quarto figlio (quartus filius noster), Alfonso: 
- 1226-1271 Alfonso               Figlio del re di Francia, Luigi VIII. Secondo la Chronique de Guillaume de Nangis, la contea divenne indipendente dalla corona di Francia, quando il nuovo re di Francia, Luigi IX, nominò cavaliere Alfonso, donandogli, in perpetuo, il Poitou, l'Alvernia[16].

Alla morte di Alfonso, senza discendenza, la contea di Poitiers tornò alla corona di Francia, ma il titolo fu ripristinato altre volte e vi furono altri cinque conti di Poitiers:
- Filippo I (1293–1322)
- Giovanni I (1319–1364)
- Giovanni II (1340–1416) figlio di Giovanni I
- Giovanni III (1398–1417) figlio di Carlo VI di Francia
- Carlo (1403–1461)

### Fonti primarie
- (LA)  Annales Mettenses Priores.
- (LA)  Monumenta Germaniae historica, tomus II.
- (LA)  Rerum Gallicarum et Francicarum Scriptores, tomus tertius.
- (LA)  Ademarus Engolismensis Historiarum.
- (LA)  Chronicon Santi Maxentii Pictavinis.
- (LA)  Layettes du Trésor des Chartes II.

### Letteratura storiografica
- G. L. Burr, "La rivoluzione carolingia e l'intervento franco in Italia", cap. XI, vol. II (L'espansione islamica e la nascita dell'Europa feudale) della Storia del Mondo Medievale, pp. 336–357.
- Gerhard Seeliger, "Conquiste e incoronazione a imperatore di Carlomagno", cap. XII, vol. II (L'espansione islamica e la nascita dell'Europa feudale) della Storia del Mondo Medievale, pp. 358–396.
- Gerhard Seeliger, "Legislazione e governo di Carlomagno", cap. XIV, vol. II (L'espansione islamica e la nascita dell'Europa feudale) della Storia del Mondo Medievale, pp. 422–455.
- F. J. Foakes-Jackson, "Il papato fino a Carlomagno", cap. XV, vol. II (L'espansione islamica e la nascita dell'Europa feudale) della Storia del Mondo Medievale, pp. 456–476.
- René Poupardin, Ludovico il Pio, in «Storia del mondo medievale», vol. II, 1999, pp. 558–582.
- René Poupardin, I regni carolingi (840-918), in «Storia del mondo medievale», vol. II, 1999, pp. 583–635.
- Louis Alphen, Francia: Gli ultimi Carolingi e l'ascesa di Ugo Capeto (888-987), in «Storia del mondo medievale», vol. II, 1999, pp. 636–661
- Charles Petit-Dutaillis, Luigi IX il Santo, in «Storia del mondo medievale», vol. V, 1999, pp. 829–864
- (FR)  Chronique de Guillaume de Nangis.